# 撒貝寧
撒 貝寧（さつ ばいねい、サー・ベイニン、1976年3月23日 - ）は、中国中央電視台番組の司会者。

## 経歴
原籍は安徽省和県で、1976年3月23日に広東省湛江市に生まれた。両親は部隊で文芸活動に従事しています。父の撒世貴は武漢市人民芸術劇場（現在の武漢市弁劇場）の職員で、母の鄧雅娟は瀋陽音楽学院を卒業した。妹の名前は撒貝娜。1994年に北京大学に入学した。1999年に中国中央電視台に入社し、報道番組アナウンス部『今日説法』に配属された。

## 家族
2016年3月28日にはカナダの歌手のLisa Marie Hoffman（李白）と結婚。同年5月6日、二人は湖北省武漢市洪山区東湖磨山観光地区梅園で結婚式を行います。2019年12月10日、男女の双生児が生まれた。

## 担当番組
- 『今日説法』
- 『小撒探会』
- 『夢想合唱団』
- 『開講啦』
- 『夢想星搭档』
- 『経典詠流伝』